# NGC 4907
NGC 4907 est une galaxie spirale barrée située dans la constellation de la Chevelure de Bérénice. Sa vitesse par rapport au fond diffus cosmologique est de 6 074 ± 19 km/s, ce qui correspond à une distance de Hubble de 89,6 ± 6,3 Mpc (∼292 millions d'al). NGC 4907 a été découverte par l'astronome prussien Heinrich Louis d'Arrest en 1864.

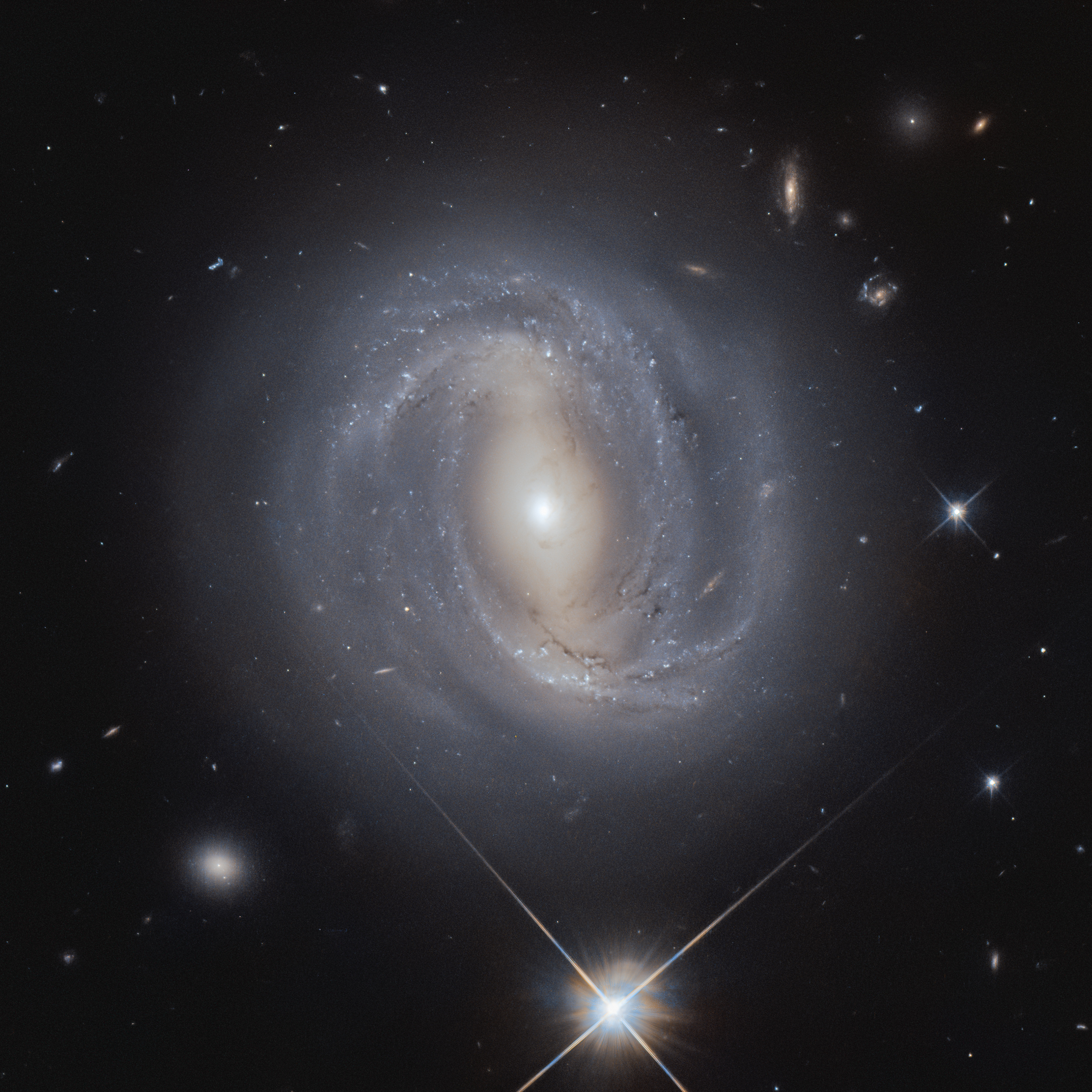
La galaxie NGC 4907 captée par le télescope spatial Hubble.

La classe de luminosité de NGC 4907 est II et c'est aussi une galaxie LINER, c'est-à-dire une galaxie dont le noyau présente un spectre d'émission caractérisé par de larges raies d'atomes faiblement ionisés.
À ce jour, une mesure non basée sur le décalage vers le rouge (redshift) donne une distance d'environ 60,000 Mpc (∼196 millions d'al). Cette valeur est à l'extérieur des valeurs de la distance de Hubble. Notons cependant que c'est avec la valeur moyenne des mesures indépendantes, lorsqu'elles existent, que la base de données NASA/IPAC calcule le diamètre d'une galaxie et qu'en conséquence le diamètre de NGC 4907 pourrait être d'environ 29,9 kpc (∼97 500 al) si on utilisait la distance de Hubble pour le calculer.
La désignation DRCG 27-205 est utilisée par Wolfgang Steinicke pour indiquer que cette galaxie figure au catalogue des amas galactiques d'Alan Dressler. Les nombres 27 et 205 indiquent respectivement que c'est le 27e amas de la liste, soit Abell 1656 (l'amas de la Chevelure de Bérénice), et la 205e galaxie de cet amas. Cette même galaxie est aussi désignée par ABELL 1656:[D80] 205 par la base de données NASA/IPAC, ce qui est équivalent. Dressler indique que NGC 4907 est une galaxie spirale barrée de type SBb.